# Södermanlands runinskrifter 33
Södermanlands runinskrifter 33 är en runsten i Fredriksdal, Trosa-Vagnhärads socken i Trosa kommun.

## Inskriften
Translitterering av runraden:
+ gnubha ÷ liþ : raisa : stain : þinsa : hibtiR : kulaif : bruþur sin han : antaþis : austr : at þikum
Normalisering till runsvenska:
Gnupa let ræisa stæin þennsa æftiR Guðlæif, broður sinn. Hann ændaðis austr at þingum.
Översättning till nusvenska:
Gnupa lät resa denna sten efter Gullev, sin broder. Han avled österut i krigstjänst.
at þingum kan här tolkas som krigstjänst, troligen åt Jaroslav I av Kiev.

## Beskrivning
Runstenen består av ljus granit. Den är 1,7 meter hög, 1,2 meter bred och 0,25 meter tjock. Ristningen vetter mot söder. Runhöjden är 6-10 centimeter. Den är välbevarad och inskriften är tydligt huggen. Stenens baksida är ännu slätare och är dekorerad med ett kors. Ormhuvudets linjer sammanlöper inte i nosens spets, utan gadden är ristad fritt i öppningen mellan nosens linjer. Stenen påträffades 1844, vid den nu utdikade bäck som rinner genom Skåäng, intill den forna häradsvägen som har löpt genom sankmarken, längs dess norra sida.
Om runstenens fynd, läge och skick berättar Richard Dybeck att den påträffades hösten 1844 under Skåängs gärde, tillhörande säteriet Fredriksdal, vid en genom gärdet löpande bäck. Denna runsten var så insjunken i marken och bäcken, att bara en del av dess ena sida var synlig. Ägaren till marken, Herr Överstelöjtnanten Nils Hägerflycht, upptäckte snart att stenens undre sida hade ristning, och lät kort därefter aktsamt flytta den från sin olämpliga plats till Fredriksdal, där han reste den på en höjd i trädgården,  nordväst om huvudbyggnaden.
Intill nämnda gärde, vid vilket en häradsväg löper utefter sjön Sillen, fast på något avstånd från sjön, ligger en vidsträckt kärrmark, som av den dåvarande ägaren blev gjord till åker. Det är ingen tvivel om att gärdet även i äldre tider utgjort ett kärr. Runstenen kan i detta fall inte varit rest på det ställe där den 1844 påträffades, utan troligen har den blivit flyttad från någon plats vid, eller åtminstone närmare häradsvägen, till den från kärret flytande bäcken för att användas som gångbro.